# Nietoperze

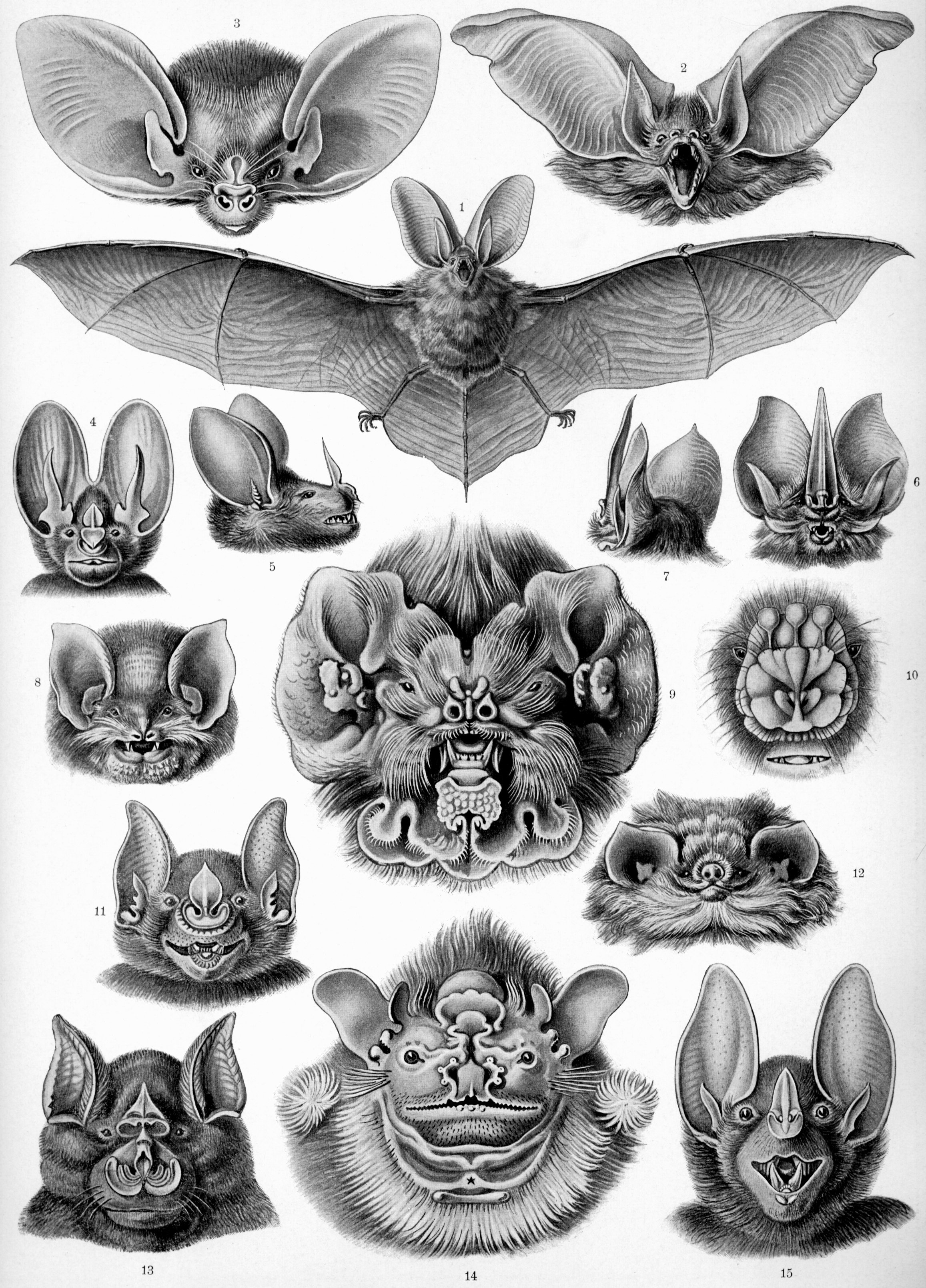
Nietoperze

Nietoperze, rękoskrzydłe (Chiroptera) – rząd ssaków łożyskowych z podgromady ssaków żyworodnych (Theria), obejmujący ok. 1360 gatunków, do którego zalicza się 20 rodzin, stanowią około 20% gatunków wszystkich żyjących współcześnie ssaków.
Są to jedyne zdolne do aktywnego lotu ssaki, w przeważającej większości prowadzące nocny tryb życia. Specyficzną postawę w spoczynku – zwisanie głową w dół – nietoperze zawdzięczają specjalnej budowie tylnych kończyn.
Dziedziną nauki zajmującą się zasadniczo rzędem nietoperzy jest chiropterologia.

## Morfologia

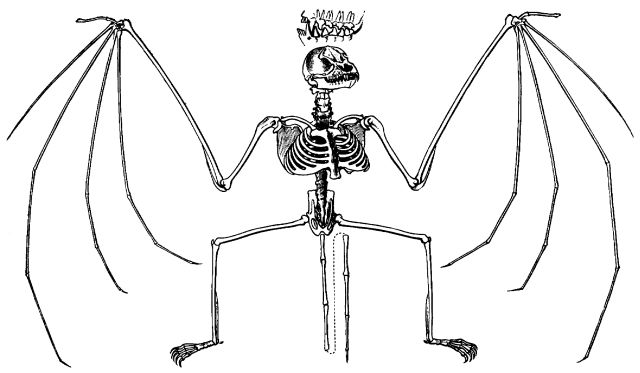
Szkielet nietoperza

SkrzydłaNietoperze cechują się skrzydłami umożliwiającymi im samodzielne latanie. Skrzydła powstały z wydłużonych palców przedniej kończyny, przedramienia, ramienia oraz błony lotnej. Tylko kciuk zakończony pazurem nie uległ wydłużeniu i nie wchodzi w skład skrzydeł. Błona ciała ciągnie się po boku ciała, aż do tylnych kończyn. Czasami znajduje się również między nogami. U gatunków owadożernych błoną przytrzymywana jest większa zdobycz. Skrzydła nietoperzy są większe niż u ptaków. Nietoperze często łapią owady najpierw końcem skrzydła, a potem za jego pomocą podają je sobie do pyszczka.
Kończyny tylneWspomnianą już zdolność zwisania zawdzięczają nietoperze specjalnym połączeniom blokowym między kośćmi, więzadłami i pazurami, dzięki tej budowie pozycja zwisu nie wymaga żadnego wysiłku mięśni, a co za tym idzie nie powoduje utraty energii. W zwisie więc spędzają nietoperze czas wypoczynku, sen zimowy, a czasem wiszą i po śmierci. Podobnie zbudowane jest połączenie kciuka. Stawy kolanowe nietoperzy zwrócone są ku tyłowi w przeciwieństwie do pozostałych ssaków.
OgonNiekiedy występują ogony długie i dobrze wykształcone (np. u brodawkonosów).
BrodawkiNietoperze posiadają brodawki – narośla skórne o różnych wielkościach i kształtach specyficzne dla danej grupy.
UszyTypowe nietoperze posiadają wydatne uszy, ponieważ słuch jest ich podstawowym zmysłem przy orientacji w przestrzeni i zdobywaniu pokarmu (echolokacja). Większość nietoperzy posiada również wystający płat skórny przyrośnięty tylko podstawą do nasady ucha zewnętrznego, tzw. koziołek o rozmaitych kształtach i wielkości, pomocny przy oznaczaniu gatunków.
OczyWiększość nietoperzy ma bardzo małe oczy, albowiem organy te u gatunków posługujących się echolokacją ulegają uwstecznieniu. Doskonałe oczy mają tylko nietoperze niemające dobrze rozwiniętej zdolności echolokacji, na przykład rudawkowate.
SierśćSierść jest również specyficzna dla danego gatunku.
UmaszczenieNietoperze jako ssaki nocne mają wyjątkowo skromne ubarwienie, choć bywają wyjątki. Dominują barwy od szarych do brązowych.
WagaNietoperze są małymi zwierzętami, masa ich mieści się w granicach 1,7 g do 1,35 kg. Rozpiętość skrzydeł tych największych dochodzi do 170 cm. Masa większości krajowych gatunków mieści się w granicach 5-10 g, podczas gdy mysz waży 10-23 g, a wróbel 30 g.
SutkiWiększość nietoperzy ma jedną parę sutków.

## Umiejętności oraz potrzeby

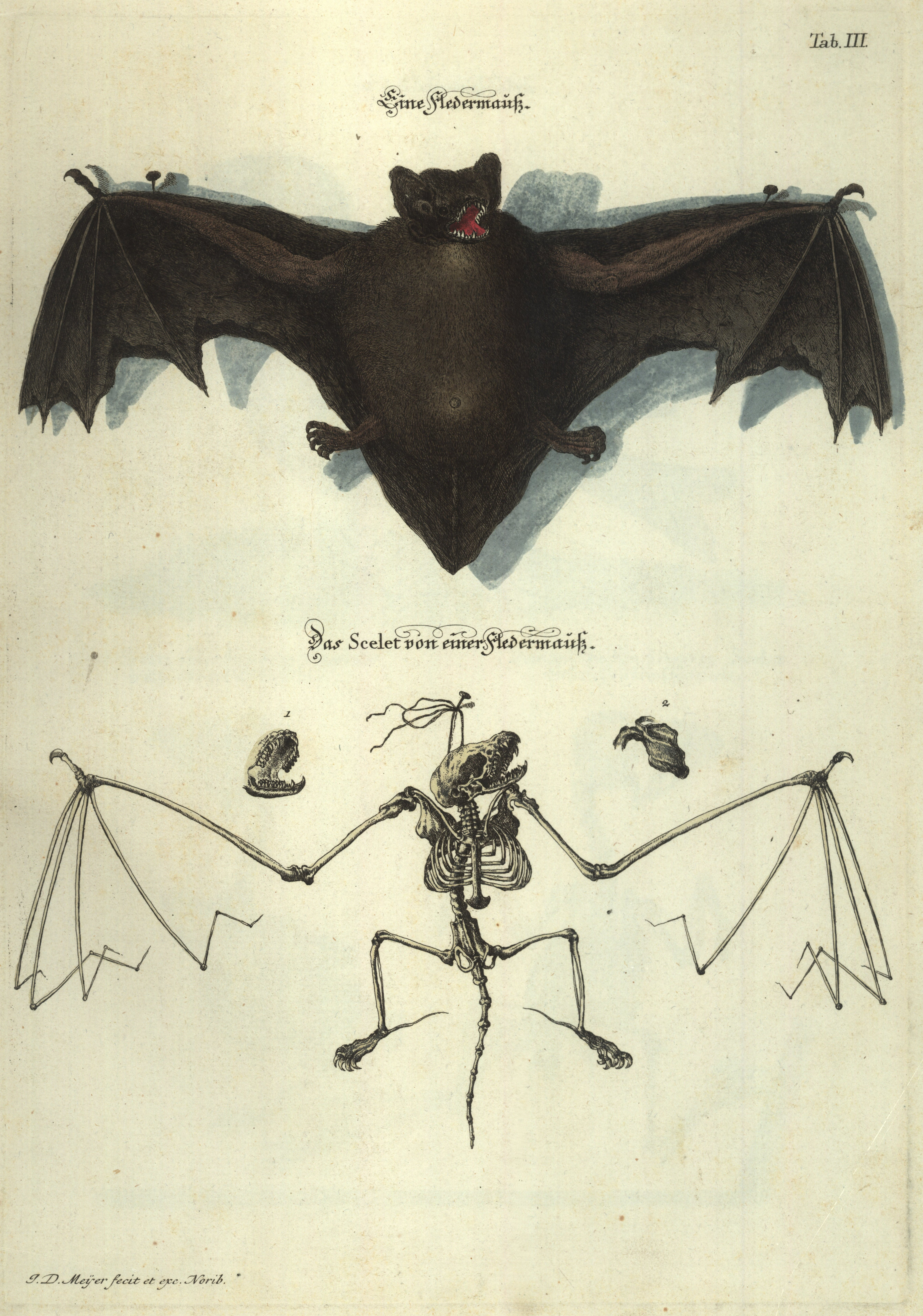
Nietoperz, miedzioryt kolorowany (Johann Daniel Meyer, 1748)

### Lokomocja
W przeciwieństwie do pozostałych ssaków nietoperze latają.
LatanieWśród nietoperzy są zarówno doskonali lotnicy, jak i słabiej latające gatunki. Do najsprawniej latających rodzin należą molosowate oraz upiorowate. Europejskie gatunki osiągają prędkość 52–55 km/h. Nietoperz Lasiurus cinereus osiąga prędkość 96 km/h. Większość nietoperzy lata jednak wolniej, za to ich zwrotność trudno porównać z jakimkolwiek ptakiem. Dwie zdolności nietoperzy zwiększają ich zwrotność. Jedna to zmiana kształtu skrzydeł: zwiększanie wypukłości powoduje zwiększenie nośności, a więc zmniejszenie prędkości i większą zwrotność. Druga zdolność to naprzemienne uderzanie skrzydłami, czego ptaki nie potrafią. Niektóre gatunki nietoperzy, szczególnie odżywiające się pyłkiem i nektarem, potrafią zawisać w powietrzu jak kolibry. Są też takie, które potrafią szybować wykorzystując prądy powietrzne. Większość potrafi poderwać się z płaskiej powierzchni, ale niektóre, szczególnie o długich skrzydłach, muszą rzucić się z wyższego miejsca w dół i dopiero po utracie paru metrów wznoszą się w górę.
ChodzenieZdolność chodzenia jest również rozmaicie rozwinięta u różnych gatunków. Są takie, które nie potrafią wspinać się ani chodzić po poziomej powierzchni. Potrafią tylko zwisając przesuwać się wzdłuż krawędzi czy gałęzi (np. Macrotus i Leptonycteris – rodzaje z rodziny liścionosów). Niektóre rodzaje roślinożernych ze Starego Świata (np. Pteropus, Cynopterus, Rousettus) nie chodzą również po powierzchniach poziomych, za to doskonale wspinają się w pionie. Niezdarnie chodzące gatunki wloką spód ciała po podłożu, nie mogąc go unieść. Dobrze chodzące wznoszą ciało wysoko na wyprostowanych nogach i ustawionych poziomo przedramionach, tak jakby szły na szczudłach. Podobnie jak w lataniu, również w chodzeniu najsprawniejsze są molosowate, upiorowate i wampiry. Potrafią nawet biegać, a wampiry umieją biegać bokiem jak kraby.
PływanieNie stwierdzono gatunków nietoperzy, które by nie pływały, chociaż żadne nie nurkują [źródło]. Płynący nietoperz ma częściowo rozwinięte skrzydła i jednocześnie uderza nimi o wodę, co przypomina nieco styl motylkowy u płynącego człowieka. Nie pływają szybko, średnio na jedno uderzenie skrzydła przepływają około 0,6 długości ciała, podczas gdy człowiek będący dobrym pływakiem na jedno uderzenie ramion przepływa jedną długość ciała.

### Odgłosy
Odgłosy nietoperzy – plik audioⓘ

### Echolokacja
Większość nietoperzy żyje w świecie dźwięku – stwierdzono to dopiero w 1941 roku. Później echolokację wykryto również u innych ssaków, ptaków i ryb. Echolokacja nietoperzy polega na wysyłaniu przez nie ultradźwięków, które odbite od przeszkód czy zdobyczy wracają jako echo do ucha, informując o świecie zewnętrznym. Zakres emitowanych przez nietoperze sygnałów echolokacyjnych to 11 kHz u Euderma maculatum, do 212 kHz u Cloeotis percivali.

### Hibernacja
Opisywane ssaki są wybitnie ciepłolubne – termofilne. Dużą rolę odgrywa termoregulacja socjalna, ponieważ większość gatunków prowadzi życie w koloniach. Śpiąc przylegają do siebie ciałami, co zmniejsza straty ciepła. Inne sposoby utrzymania wysokiej temperatury tanim kosztem to: wyszukiwanie nagrzanych słońcem strychów, obsiadanie ciepłych kominów, zajmowanie najwyższych miejsc w różnego typu kryjówkach. Termofilności nietoperzy dowodzi fakt zamieszkiwania większości rodzin w tropikach. Z 18 rodzin tylko dwie są szerzej rozmieszczone w klimacie umiarkowanym: mroczkowate i podkowcowate, zdolne do pełnej hibernacji. Wykazują one największą zmiennocieplność. Same decydują o temperaturze swojego ciała. Zmiennocieplność powoduje, że w stan obniżonej aktywności mogą one zapadać, w odróżnieniu od pozostałych nietoperzy i od innych ssaków, nawet latem, codziennie, na kilka godzin lub dłużej, tzw. torpor i estywacja. Obniżają temperaturę ciała szybciej niż inne ssaki podobnej wielkości i również szybciej potrafią ją z powrotem podnieść.
Zima jest krytycznym okresem w życiu nietoperzy, gdyż owady będące ich pożywieniem są przez tych kilka miesięcy nieaktywne. By przetrwać do wiosny mimo braku pokarmu, nietoperze zapadają w stan hibernacji. Dzięki obniżeniu temperatury ciała o ponad 30 °C i znacznemu spowolnieniu czynności życiowych, mogą przeżyć, korzystając jedynie z podskórnych zapasów tłuszczu. Aby je zgromadzić, już od wczesnej jesieni bardzo intensywnie żerują. Zimowymi schronieniami nietoperzy są najczęściej różnego rodzaju podziemia, jak : jaskinie, sztolnie, piwnice, schrony, forty, a nawet studnie czy szczeliny w budynkach. Niektóre gatunki hibernują w dziuplach, a kilka migruje w celu znalezienia dogodnych zimowisk w cieplejsze rejony Europy, pokonując dystanse przekraczające niekiedy 2000 km.
Hibernujące nietoperze budzą się co jakiś czas spontanicznie, aby napić się wody, załatwić pilne potrzeby fizjologiczne, czy też zmienić miejsce pobytu. Blisko 90% zgromadzonego tłuszczu zużywane jest podczas zimy tylko na takie przebudzenia. Podniesienie temperatury ciała do temperatury normalnej aktywności wiąże się z koniecznością wydatkowania znacznej, jak na tak małe zwierzę, ilości energii. Sygnałem do nadprogramowego przebudzenia może być nagły wzrost lub spadek temperatury otoczenia, hałas, dotyk, światło czy podmuch powietrza. Jeśli dodatkowe przebudzenia spowodują wyczerpanie się zapasów tłuszczu przed nastaniem wiosny, kończy się to śmiercią głodową zwierzęcia.

### Pożywienie
Większość gatunków nietoperzy żywi się owadami, ale są również gatunki mięsożerne, roślinożerne i owocożerne. Niektóre rośliny (np. mango, dzikie bananowce, kakaowiec właściwy, niektóre kaktusowate) są nawet zapylane przez nietoperze spijające ich nektar. Trzy gatunki nietoperzy z Ameryki Południowej odżywiają się krwią ptaków i ssaków.

### Rozród

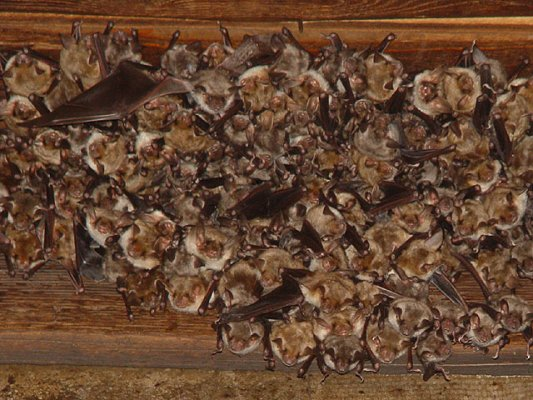
Kolonia nocka dużego, Myotis myotis

Nietoperze przychodzą na świat późną wiosną. W tym czasie samice tworzą tzw. kolonie rozrodcze, w których rodzą i wychowują swoje młode. Kolonie takie mogą liczyć od kilku do kilkuset osobników, zależnie od gatunku. Samce natomiast żyją w tym czasie samotnie. Samica rodzi zwykle tylko jedno młode w roku, zaś bliźniaczki lub trojaczki należą do rzadkości. Młode przychodzą na świat nieporadne, ale już w pełni ukształtowane. Do czasu uzyskania samodzielności, karmione są przez troskliwe matki mlekiem. Ta niska, jak na tak małe zwierzę, rozrodczość, rekompensowana jest długowiecznością. Krajowy rekord należy do podkowca małego, który przeżył 21 lat, zaś światowy rekord życia nietoperza w ogóle należy do nocka Brandta i wynosi 38 lat.
Nietoperze nie budują gniazd ani innych schronień, lecz korzystają z już istniejących kryjówek, przy czym wybierają przede wszystkim miejsca ciepłe i zaciszne. Kryjówkami zajmowanymi przez kolonie rozrodcze są najczęściej strychy lub inne zakamarki budynków oraz dziuple drzew, a często również budki o specjalnej konstrukcji, wieszane na ścianach budynków lub pniach drzew.
Po wychowaniu młodych, późnym latem i jesienią, dla nietoperzy nastaje czas godów. Żyjące dotąd samotnie samce zaczynają odwiedzać miejsca przebywania samic, lub – zajmując pobliskie kryjówki – przywabiają je swoistymi pieśniami godowymi. Samiec w czasie godów może kopulować z kilkoma samicami. Ciekawe jest to, iż samica jest w stanie regulować czas zapłodnienia i rozwój zarodka. Nasienie przechowywane jest całą zimę w drogach rodnych samicy, a zapłodnienie następuje dopiero na wiosnę.

## Zagrożenia i ochrona
Zbyt częste przebudzenia hibernujących nietoperzy mogą spowodować u nich śmierć głodową, dlatego już sama obecność człowieka jest poważnym niebezpieczeństwem, na które, często nieświadomie, narażamy zimujące w podziemiach nietoperze. Zimowa turystyka w jaskiniach poważnie zwiększa to ryzyko.
Często śmiertelnym zagrożeniem dla nietoperzy zamieszkujących strychy są remonty, zwłaszcza prowadzone w czasie gdy młode nie są jeszcze samodzielne. Dodatkowym niebezpieczeństwem są stosowane w ich trakcie bardzo toksyczne środki owado- i grzybobójcze do konserwacji i ochrony drewna budowlanego. Obecnie w sprzedaży dostępnych jest wiele środków, których działanie ogranicza się tylko do organizmów przeciwko którym są stosowane. Tak więc, są one bezpieczne zarówno dla nietoperzy, jak i dla człowieka.
Ewentualne problemy z gromadzącym się na strychach guanem, czyli odchodami nietoperzy, można łatwo rozwiązać, instalując folie lub specjalne podesty. W ten sposób możemy zebrać dobry nawóz pochodzenia naturalnego, który można potem wykorzystać w przydomowym ogródku lub doniczce.
Chętnie wykorzystywanymi przez nietoperze kryjówkami są również specjalnie dla nich konstruowane budki, które wiesza się na ścianach budynków lub pniach drzew. Należy jednak pamiętać, że żadna budka nie zastąpi w pełni naturalnej dziupli, zapewniającej bezpieczeństwo i optymalny mikroklimat. To jeszcze jeden powód dla którego należy otaczać ochroną dziuplaste drzewa, stare aleje i parki.
Wszystkie gatunki nietoperzy występujące w Polsce podlegają ścisłej ochronie.

## Pochodzenie nietoperzy
Badania genetyczne dowodzą, że nietoperze należą do kladu Laurasiatheria, który wyodrębnił się pod koniec późnej kredy na superkontynencie Laurazji. Najstarsze skamieniałości nietoperzy znane są z wczesnego eocenu.

## Rozmieszczenie
Zamieszkują całą kulę ziemską z wyjątkiem Arktyki, Antarktyki i niektórych odizolowanych wysp oceanicznych, najliczniej strefę tropików. W Polsce stwierdzono dotąd 28 gatunków.

## Systematyka
Do rzędu nietoperzy należą dwa podrzędy:
- Yinpterochiroptera Springer, Teeling, Madsen, Stanhope & de Jong}, 2001 – rudawkokształtne
- Yangochiroptera Koopman, 1985 – mroczkokształtne

Rodziny wymarłe o niepewnej pozycji systematycznej i nie sklasyfikowane w żadnym z powyższych podrzędów:
- Aegyptonycteridae Simmons, Seiffert & Gunnell, 2016 – jedynym przedstawicielem był Aegyptonycteris knightae Simmons, Seiffert & Gunnell, 2016
- Archaeonycteridae Revilliod, 1917
- Hassianycterididae Habersetzer & Storch, 1987
- Icaronycteridae Jepsen, 1966
- Mixopterygidae Maitre, 2008
- Necromantidae Sigé, 2011
- Onychonycteridae Simmons, Seymour, Habersetzer & Gunnell, 2008
- Palaeochiropterygidae Revilliod, 1917
- Tanzanycteridae Gunnell, B.F. Jacobs, Herendeen, Head, E. Kowalski, Msuya, Mizambwa, Harrison, Habersetzer & Storch, 2003 – jedynym przedstawicielem był Tanzanycteris mannardi Gunnell, Jacobs, Herendeen, Head, Kowalski, Msuya, Mizambwa, Harrison, Habersetzer & Storch, 2003

Rodzaje wymarłe o niepewnej pozycji systematycznej i nie sklasyfikowane w żadnym z powyższych taksonów:
- Altaynycteris Jones, Li Qiang, Ni Xijun & Beard, 2021[40] – jedynym przedstawicielem był Altaynycteris aurora Jones, Li Qiang, Ni Xijun & Beard, 2021
- Chadronycteris Ostrander, 1983[41] – jedynym przedstawicielem był Chadronycteris rabenae Ostrander, 1983
- Chambinycteris Ravel, 2016[42] – jedynym przedstawicielem był Chambinycteris pusilli Ravel, 2016
- Drakonycteris Ravel, 2016[43] – jedynym przedstawicielem był Drakonycteris glibzegdouensis Ravel, 2016
- Jaegeria Bajpai, Kapur, Thewissen, Tiwari & Das, 2005[44] – jedynym przedstawicielem był Jaegeria cambayensis Bajpai, Kapur, Thewissen, Tiwari & Das, 2005
- Vampyravus Schlosser, 1910[45] – jedynym przedstawicielem był Vampyravus orientalis Schlosser, 1910
- Wallia Storer, 1984[46] – jedynym przedstawicielem był Wallia scalopidens Storer, 1984